# Morgan Navarro
 (octobre 2018).
Pour les articles homonymes, voir Navarro (homonymie).
Morgan Navarro, né à Grenoble en 1975, est un auteur de bande dessinée et illustrateur français.

## Biographie
Après un bac littéraire et trois années d'études d'architecture, il est d'abord publié dans des revues comme Ferraille, Le Dernier Neurone et Le Martien. Il participe aussi à différentes publications collectives, dont Comix 2000. En 2002, il signe Flipper le flippé. Depuis 2015, il tient le blog BD Ma vie de réac sur le monde.fr.
En 2012, au Festival international de la bande dessinée, il reçoit le prix de l'audace pour Teddy Beat.

## Publications

### Bande dessinée
- Récit dans Comix 2000, L'Association, 1999, p. 1273-1285.
- Flipper le flippé, Les Requins Marteaux, coll. « Comix » :

1. Flipper le flippé, 2002.  (ISBN 2909590763)
2. One in a million, 2006.  (ISBN 2849610453)
3. Flipper le flippé, 2012. Édition reprenant l'ensemble des récits de Flipper le flippé.

- Flip, Bréal, coll. « Bréal jeunesse », 2004.  (ISBN 978-2350090023)
- Les Aventures de Flip, Gallimard, coll. « Bayou » :

1. Skateboard et vahinés, 2005.  (ISBN 978-2070573103)

- Cow-boy Moustache, Gallimard, coll. « Bayou », 2007.  (ISBN 9782070579068)
- Malcolm Foot, Les Requins Marteaux, 2007.
- « Black Beast », dans 40075 Comics, L'employé du Moi, 2007, p. 388-393.
- « Radiohead », dans Rock Strips t. 1, Flammarion, 2009, p. 204-211.
- Stalagmythes, dans Lapin no 37-43, L'Association, 2009-2010.
- Teddy Beat, Les Requins Marteaux, coll. « BD Cul », 2011. Prix de l'audace du festival d'Angoulême 2012.
- L'Endormeur, Delcourt, coll. « Shampooing » :

1. Château rose, 2012
2. Interzone, 2013
3. Miroirs noirs, 2015

- Les voyages de Teddy Beat, Les Requins Marteaux, 2015

- Ma vie de réac, Dargaud :

1. Tome 1, septembre 2016
2. Violences contemporaines, janvier 2018

- Stop work - Les Joies de l'entreprise moderne, scénario de Jacky Schwartzmann, Dargaud, 2020
- avec Philippe Moreau-Chevrolet, Le Président, Les Arènes, 2020.
- Carnets de Campagne (avec Mathieu Sapin, Kokopello, Dorothée de Monfreid, Louison et Lara), coédition Dargaud / Éditions du Seuil, 2022, 240 p.

### Illustration
- Le Futur est derrière nous car on ne le voit pas venir, Les Requins Marteaux, 2007. Catalogue d'exposition du Gentil Garçon.

## Récompenses
- 2012 : prix de l'audace du festival d'Angoulême pour Teddy Beat.

#### Interviews
- Morgan Navarro (int. Fafé), « Morgan Navarro », Comix Club, no 8, juin 2008, p. 63-65.
- L. Gianati et Morgan Navarro, « Morgan Navarro est-il de droite ? Entretien avec un réac », sur BD Gest, 5 septembre 2016